# Dimitri Domani
Dimitri Domani (en russe : Дмитрий Вячеславович Домани), né le 27 septembre 1974 à Moscou, dans la République socialiste fédérative soviétique de Russie, est un joueur russe de basket-ball. Il évolue au poste d'arrière.

## Palmarès
- Finaliste du championnat du monde 1994
- Finaliste du championnat du monde 1998